# 코마츠 미호 6th ~하나노~
《코마츠 미호 6th : 꽃이 가득한 들판》(일본어: 小松未歩 6th 〜花野〜 こまつみほ シックス はなの[*])는 코마츠 미호의 6번째 음반이다.

## 내용
- 2003년 9월 25일에 발매.
- 〈mysterious love〉에서 〈자아찾기〉까지의 싱글곡등을 수록한 6번째 음반이다. 부제목이 영어가 아닌 것은 《코마츠 미히 2nd : 미래》이래이며, 악곡을 가을의 들에 피는 가지각색의 꽃에서 보고 고른것으로부터 부제목이 붙여졌다. 악곡제공한 FIELD OF VIEW의 〈넓은 하늘로〉 〈메마른 외침〉, 딘의 〈그대만 있으면〉의 합계 3곡을 본작으로 셀프커버하고 있다. 셀프커버 악곡이 수록된 것도 위의 음반이래이다. 또, 히트곡 〈찬스〉가 〈찬스 (RECHANCE)〉로 리믹스 수록되어있다.
- 이 작품에서 음반 작품은 디지팩 케이스 사양이 된다(슬리브 케이스 사양인 《lyrics》을 제외).

## 수록곡
- 전체 작사 · 작곡: 코마츠 미호

1. mysterious love
  - 편곡: 토쿠나가 아키히토

17번째 싱글
2. 두 사람의 소원(ふたりの願い)
  - 편곡: 코바야시 사토루

18번째 싱글
3. 소나기(通り雨)
  - 편곡: 토쿠나가 아키히토

19번째 싱글 〈자아찾기〉 수록곡
4. 낙원(楽園)
  - 편곡: 이케다 다이스케
5. 내일을 기다리지 않고(明日を待てずに)
  - 편곡: 후루이 히로히토
6. 넓은 하늘로(大空へ)
  - 편곡: 오카모토 히토시

FIELD OF VIEW의 〈넓은 하늘로〉의 셀프 커버
7. 메마른 외침(渇いた叫び)
  - 편곡: 토쿠나가 아키히토

FIELD OF VIEW의 〈메마른 외침〉의 셀프 커버
8. 그대만 있으면(君さえいれば)
  - 편곡: 오가 요시노부

딘의 〈그대만 있으면〉의 셀프 커버
9. 찬스 (RECHANCE)(チャンス 〜RECHANCE〜)
  - 리믹스: 아사이 히로시

5번째 싱글 〈찬스〉의 리믹스
10. Last Letter
  - 편곡: 이케다 다이스케
11. 특별해지는 날(特別になる日)
  - 편곡: 오카모토 히토시

17번째 싱글 〈mysterious love〉 수록곡
12. 내게 맡겨(僕にあずけて)
  - 편곡: 오가 요시노부
13. 자아찾기(私さがし)
  - 편곡: 토쿠나가 아키히토

19번째 싱글

## 같이 보기
- 빙 (기업)